# Arenigobius
Arenigobius – rodzaj ryb z rodziny babkowatych.

## Klasyfikacja
Gatunki zaliczane do tego rodzaju:
- Arenigobius bifrenatus
- Arenigobius frenatus
- Arenigobius leftwichi